# Saint-Dolay
Saint-Dolay (bret. Sant-Aelwez) – miejscowość i gmina we Francji, w regionie Bretania, w departamencie Morbihan.
Według danych na rok 1990 gminę zamieszkiwały 2113 osoby, a gęstość zaludnienia wynosiła 44 osoby/km² (wśród 1269 gmin Bretanii Saint-Dolay plasuje się na 291. miejscu pod względem liczby ludności, natomiast pod względem powierzchni na miejscu 87.).